# Clinocera trinotata
Clinocera trinotata är en tvåvingeart som beskrevs av Josef Mik 1869. Clinocera trinotata ingår i släktet Clinocera och familjen dansflugor. Inga underarter finns listade i Catalogue of Life.